# Honda XRE 300
A XRE 300 é uma motocicleta on-off-road fabricada pela Honda. Começou ser produzida no Brasil em 2009, substituindo tanto a Tornado 250 quanto a NX4 Falcon. A moto apresentou problemas mecânicos como vazamentos de óleo e trincas no cabeçote do motor, que os proprietários atribuíram a defeitos estruturais. A montadora efetuou uma chamada de recall para correções dos problemas em produtos produzidos entre os anos de 2014 e 2015.

## Problemas mecânicos
Desde o início de fabricação alguns proprietários do modelo vem informando problemas no motor, especificamente no cabeçote. A Honda reconheceu o problema de trincas e vazamentos de óleo no cabeçote dos motores das motos XRE 300 e algumas CB 300R. Mas considera que são casos pontuais, principalmente em situações de uso extremo da motocicleta, que se agravaram pela ausência de inspeções periódicas. Ainda segundo a montadora, para motocicletas até modelo 2012, devem ser feitas inspeções a cada 4 mil km para verificação e possível ajuste da folga da válvula, conforme previsto no manual do proprietário. Por outro lado, vários proprietários consideram que o problema é causado por defeitos na estrutura do motor, porque 4 mil km é uma quilometragem muito reduzida para que defeitos tão graves se manifestem.

## Versão 2019
Além das melhorias no motor, a versão 2019 trouxe outras novidades. Em questão de peso, a XRE 300 ficou 5,4 kg mais leve. O uso de resinas e o bagageiro integrado à alça de alumínio favoreceram nessa mudança, junto com os ajustes na carenagem e freios ABS, que antes tinham um sistema combinado. As novidades também foram sentidas no visual da motocicleta. A montadora trocou as antigas lâmpadas por farol de LED e o painel ganhou a função de consumo médio e instantâneo, além das informações de velocímetro, hodômetro parcial e total, marcador de nível de combustível, conta-giros, relógio e luzes-espia.